# Flemming Jørgensen

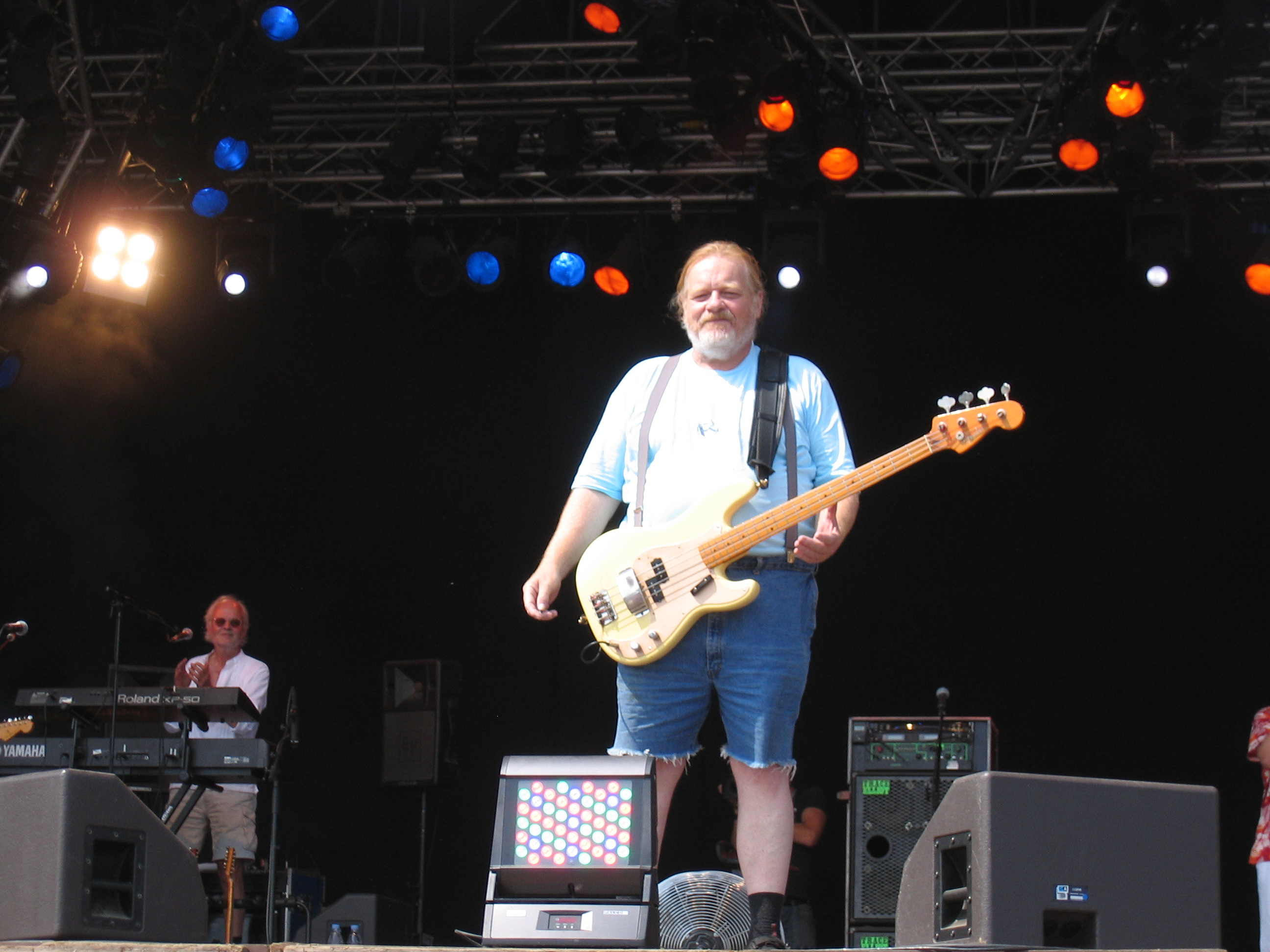
Flemming Jørgensen auf Langeland 2006

Flemming „Bamse“ Duun Jørgensen (* 7. Februar 1947 in Randers; † 1. Januar 2011 in Egå) war ein dänischer Sänger und Schauspieler.

## Werdegang
Flemming Duun Jørgensen wuchs in Viby auf und absolvierte in Aarhus eine Ausbildung zum Dreher. Mit 16 Jahren trat er auf einem Jugendfest zum ersten Mal als Musiker öffentlich auf. Er gründete 1973 die Musikgruppe Bamses Venner („Teddys Freunde“). 1980 gewannen Bamses Venner den Dansk Melodi Grand Prix und belegten mit dem Lied Tænker altid på dig den 14. Platz beim Eurovision Song Contest 1980.
Neben seinen Erfolgen mit der Band, für die er Sänger, Bassist und Texter war, veröffentlichte Jørgensen auch zahlreiche Soloalben. Daneben war er auch als Schauspieler aktiv und gewann 1986 einen Robert als Bester Nebendarsteller in Ofelia kommer til byen.
In der Neujahrsnacht 2011 starb Flemming Jørgensen an Herzversagen in seinem Wohnort Egå, einem Vorort von Aarhus.

## Solo-Diskografie
- 1977: Din sang
- 1979: Solen skinner
- 1987: Lige nu
- 1988: 1988
- 1994: Lidt for mig selv
- 1995: Jul på Vimmersvej
- 1999: Stand By Me
- 2001: Always On My Mind
- 2005: Be My Guest
- 2007: Love Me Tender
- 2010: Tæt på